# النمر المقنع دبليو
النمر المقنع دبليو (باليابانية: タ イ ガ ー マ ス ク W)  أنمي ياباني من إنتاج إستديو توي أنيميشن بدأ عرضه في 1 أكتوبر 2016 واستمر حتى 1 يوليو 2017 وهو جزء من مسلسل النمر المقنع، يتكون من 38 حلقة والأنمي يستخدم تقنية ثنائية وثلاثية الأبعاد بواسطة التحريك الحاسوبي.

## القصة
قصة النمر المقنع دبليو Tiger Mask W تدور حول مصارع يدعى ناوتو آزوما الذي تدرب في فريق جيبانغ للمصارعة المحترفة ولكن يتم تفكيكه من قبل فريق آخر. سعياً للانتقام من الفاعلين، ينتقل آزوما إلى جبل فوجي ليخضع للتدريب مكثف ويصبح بعدها النمر المقنع الجديد. في هذه الأثناء، صديق آزوما وزميله في الفريق تاكوما فوجي يقرر أن ينتقم من الذين آذوا أباه فيقرر أن يصبح نمر الظلام.

## روابط خارجية
- النمر المقنع دبليو على موقع ANN anime (الإنجليزية)